# Mina Vieja (Yarumal)
Mina Vieja es un centro poblado de Yarumal (Colombia). ubicado cerca de la cabecera municipal, al norte de esta.
Su principal actividad económica es la ganadería de leche, seguida por el cultivo de café.